# Cratere Arica
Arica  è un cratere sulla superficie di Marte.